# Plácido Domingo

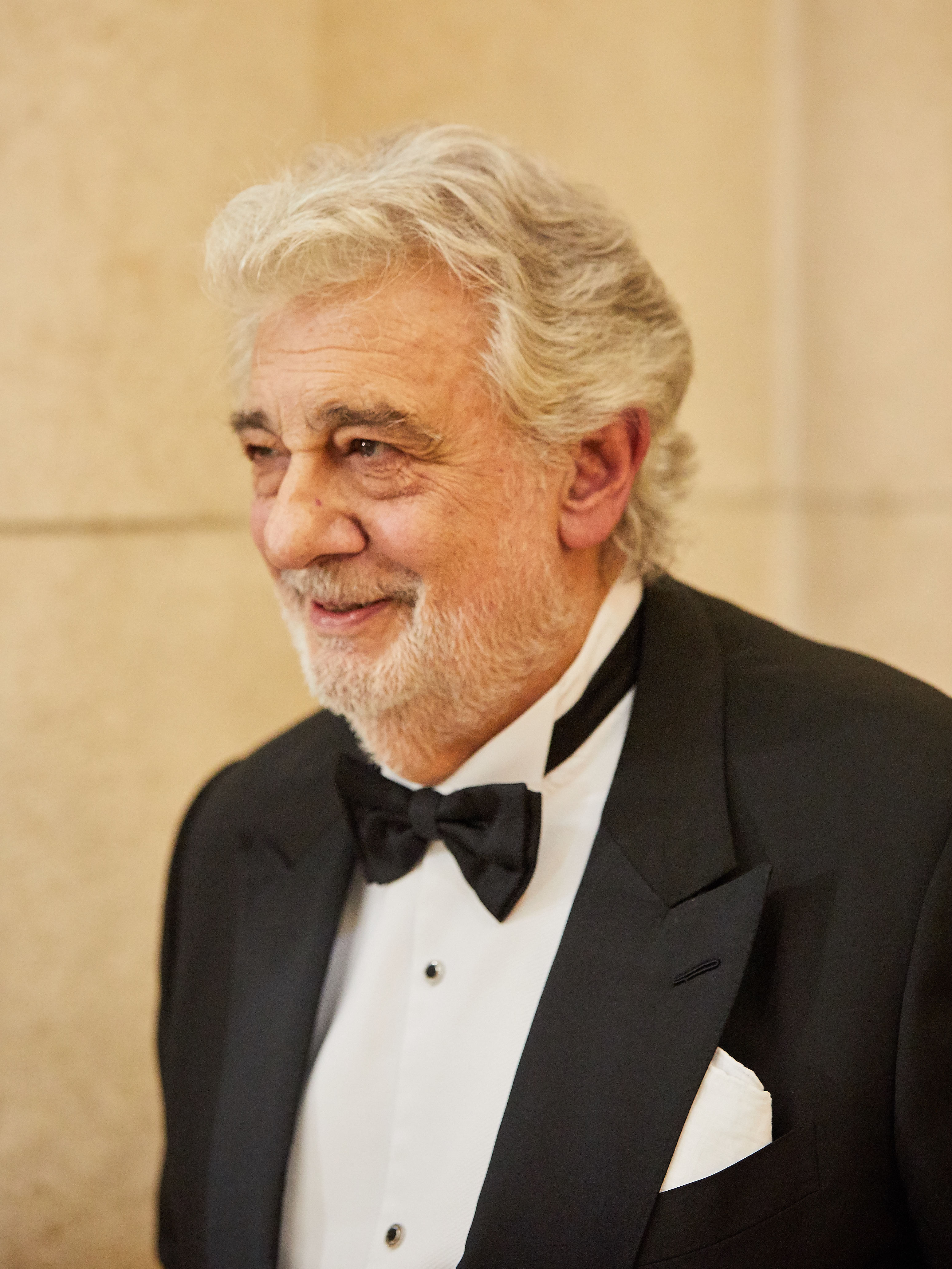
Plácido Domingo (2019)

José Plácido Domingo Embil, KBE (* 21. Januar 1941 in Madrid) ist ein spanischer Opernsänger der Stimmlagen Tenor und Bariton, Dirigent und Intendant. Er gehörte neben José Carreras und Luciano Pavarotti zu den Drei Tenören.

## Leben

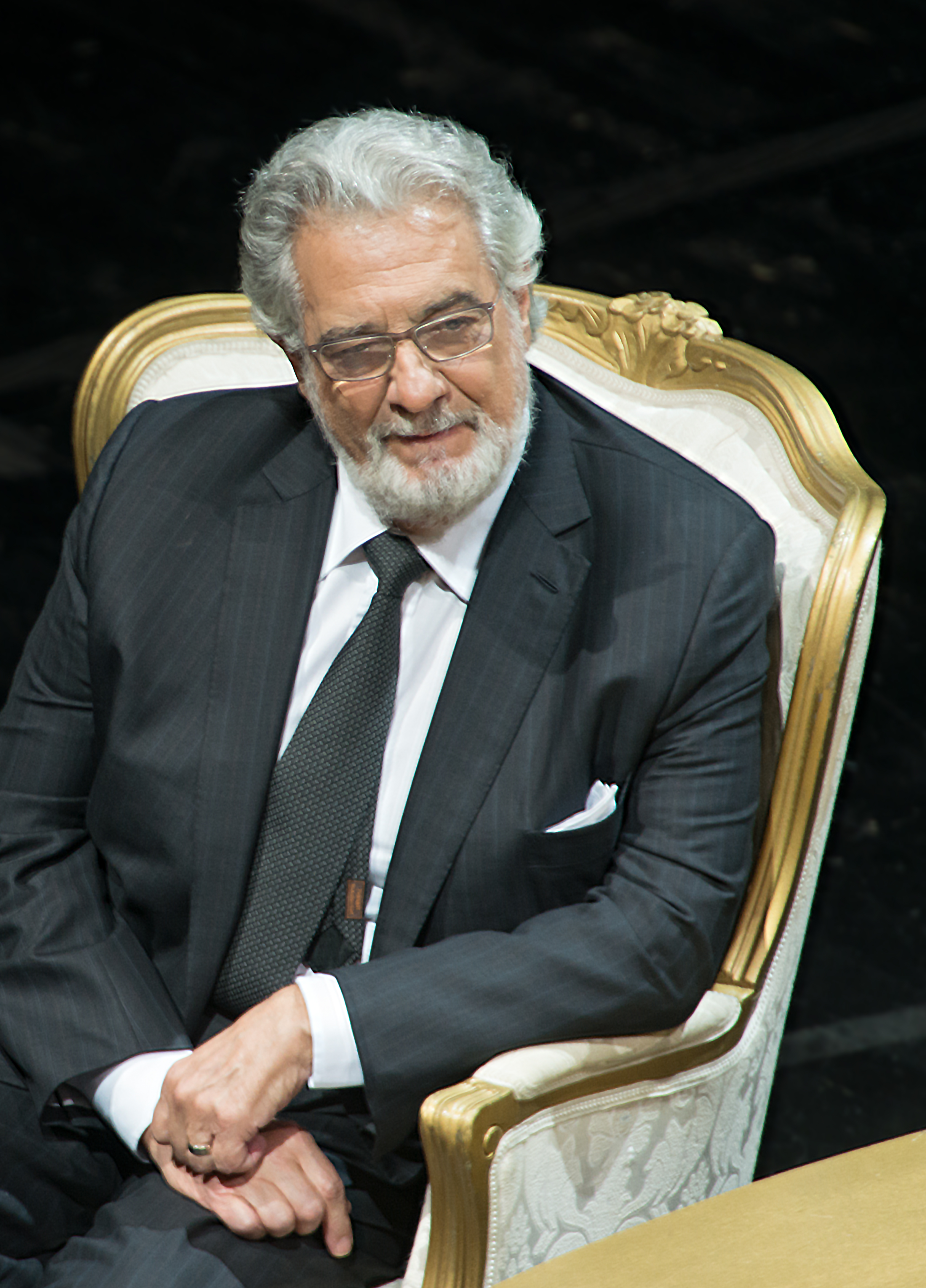
Plácido Domingo (2014)

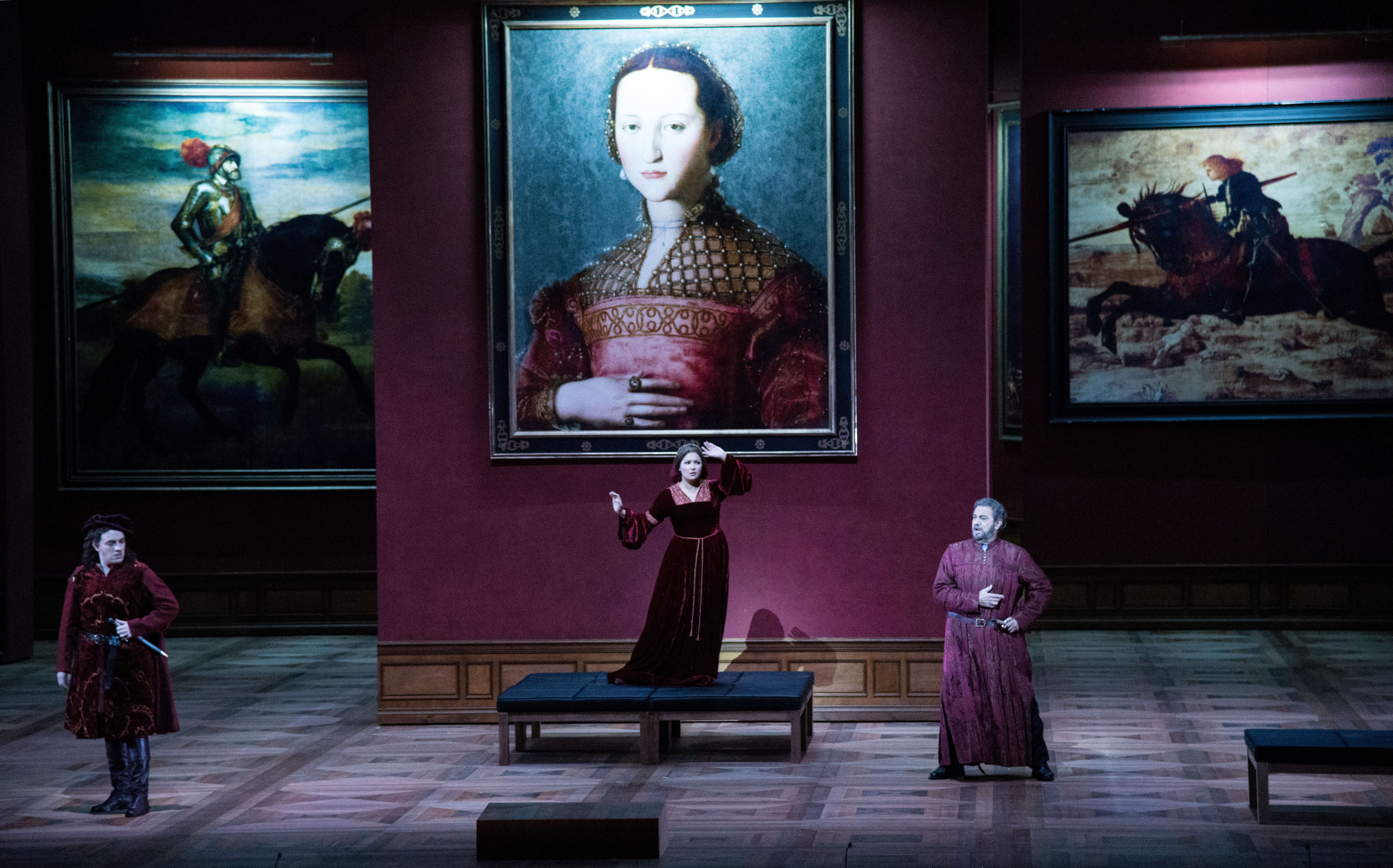
Mit Francesco Meli und Anna Netrebko im Trovatore, Salzburger Festspiele 2014

Plácido Domingo ist Sohn der Zarzuelasänger Pepita Embil und Plácido Domingo Ferrer. Er verbrachte seine Kindheit ab 1949 in Mexiko. Er debütierte 1959 in einer kleinen Rolle (Borsa in Rigoletto in Mexiko-Stadt) und am 19. Mai 1961 als Alfredo in La traviata in Monterrey, Mexiko. Von 1962 bis 1965 war er in Tel Aviv (Israel) engagiert, bevor seine eigentliche internationale Karriere mit einem erfolgreichen Auftritt 1966 an der New York City Opera in Alberto Ginasteras Don Rodrigo begann.
Seither trat er weltweit an allen großen Opernhäusern und bei internationalen Opernfestspielen auf, unter anderem am Gran Teatre del Liceu (Debüt 1966), an der Hamburgischen Staatsoper (Debüt 1967), der Wiener Staatsoper (Debüt 1967), der Deutschen Oper Berlin (Debüt 1967), der Metropolitan Opera (Debüt 1968), der Lyric Opera of Chicago (Debüt 1968), der Arena von Verona (Debüt 1969), der San Francisco Opera (Debüt 1969), der Mailänder Scala (Debüt 1969), am Royal Opera House London (Debüt 1971), an der Bayerischen Staatsoper München (Debüt 1972), am Teatro Colón (Debüt 1972), an der Pariser Oper (Debüt 1973), bei den Salzburger Festspiele (Debüt 1975), an der Los Angeles Opera (Debüt bei der Eröffnung am 7. Oktober 1986), an der Washington National Opera (Debüt 1986), am Mariinski-Theater (Debüt 1992), bei den Bayreuther Festspielen (Debüt 1992), an der Berliner Staatsoper (Debüt 1993), am Teatro Real (Debüt 1997) sowie an der Königlichen Oper Kopenhagen (Debüt 2006).
Domingo gilt als einer der vielseitigsten Tenöre und sang im Lauf seiner Karriere 134 verschiedene Rollen. Im Mittelpunkt seines Repertoires steht das italienische und französische Fach mit Opern von Giuseppe Verdi, Giacomo Puccini, Georges Bizet, Jules Massenet, Pietro Mascagni, Ruggero Leoncavallo, Umberto Giordano und anderen. Eine seiner Paraderollen war die Titelpartie in Verdis Otello, mehrmals auf Schallplatte aufgenommen und außerdem verfilmt von Franco Zeffirelli. Er profilierte sich auch als Wagner-Sänger, speziell als Lohengrin, Siegmund (in Die Walküre) und als Parsifal. Er singt zudem in russischer Sprache (Gherman in Pique Dame). Er wirkte bei den Uraufführungen der Opern Goya (von Gian Carlo Menotti), El Poeta (von Federico Moreno Torroba), Divinas palabras (von Antón García Abril) und Nicholas and Alexandra (von Deborah Drattell) mit. Sein Repertoire erweiterte er bis in die jüngere Zeit: 2005 erfolgte die Einstudierung von Franco Alfanos Cyrano de Bergerac an der Metropolitan Opera (MET) und die Aufnahme des Tristan auf CD. Im Dezember 2006 und Januar 2007 sang er an der MET die Hauptrolle in der Uraufführung der Oper The First Emperor von Tan Dun.
Ab den 1990er Jahren trat Domingo (erstmals anlässlich der Fußball-Weltmeisterschaft 1990) zusammen mit José Carreras und Luciano Pavarotti als „Die drei Tenöre“ wiederholt erfolgreich in großen Arenen auf. Auf dem 2002 veröffentlichten Album Shaman des Latin-Rock- und Jazz-Gitarristen Carlos Santana übernahm er den Gesangspart des letzten Songs Novus.
Domingo begann seine Laufbahn ursprünglich als Bariton, sang aber vor seinem Wechsel ins Tenorfach auf der Bühne nur den Figaro in Il barbiere di Siviglia unter der Leitung von Claudio Abbado. Später übernahm er weitere Bariton-Partien, zum Beispiel am Royal Opera House die Titelrolle in Simon Boccanegra (2007), Alfredo Germont (La traviata) sowie die Titelrollen in Nabucco und Rigoletto. 2013 verkörperte er Graf Luna in Verdis Il trovatore an der Berliner Staatsoper, 2014 auch bei den Salzburger Festspielen. Im Mai 2017 wurde an der Wiener Staatsoper anlässlich des 50. Jubiläums seines Debüts an diesem Haus eine Gala veranstaltet, bei der er in drei Bariton-Partien Verdis auftrat: Renato (Un ballo in maschera), Germont (La traviata) und Simon Boccanegra. Am 11. Juni 2017 debütierte er an der Staatsoper in der Rolle des Marquis Posa in Don Carlo.
Domingo setzte sich für die Wiederaufführung wenig bekannter Werke ein, in denen er selbst auftrat, so im Theater an der Wien in einer Zarzuela (Luisa Fernanda von Federico Moreno Torroba), (Goya von Gian Carlo Menotti) und Verdis I due Foscari. 2016 trat er hier außerdem in der Rolle des Macbeth von Verdi mit dem Finale der Fassung von 1847 auf.

### Wirken als Operndirektor und Dirigent

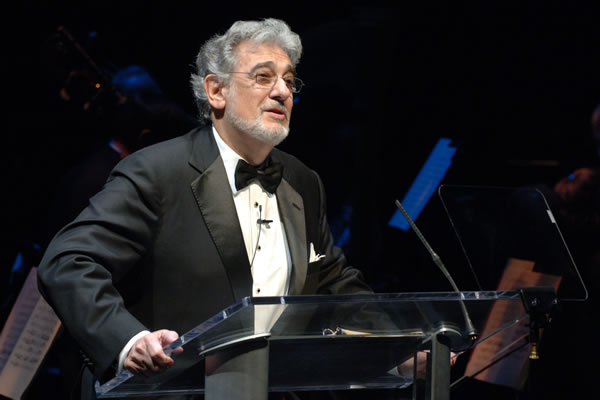
Plácido Domingo als Festredner beim National Endowment for the Arts 2008

1996 wurde Domingo künstlerischer Direktor der Washington National Opera und war von 2003 bis 2011 deren Generaldirektor. Von 2003 bis 2019 war er Generaldirektor der Oper von Los Angeles.
Domingo ist auch als Dirigent tätig, unter anderem dirigierte er an der Met, am Covent Garden, an der Staatsoper Unter den Linden, an der Wiener Staatsoper, an der Bayerischen Staatsoper, am Theater an der Wien und bei den Bayreuther Festspielen (Die Walküre, 2018). 1993 gründete er Operalia, einen Wettbewerb für junge Opernsänger, der seither jährlich in verschiedenen Städten der Welt durchgeführt wird (bisher in Paris, Mexiko-Stadt, Madrid, Bordeaux, Tokio, Hamburg, San Juan, Los Angeles, Washington, Valencia sowie in der trinationalen Bodensee-Region).

### Privates
Domingo war in erster Ehe von 1957 bis 1958 mit Ana María Guerra Cué verheiratet, mit der er gemeinsam seinen erstgeborenen Sohn José Plácido Domingo Guerra hat. Seine zweite Ehefrau ist seit 1962 die Sopranistin Marta Ornelas (* 1935). Mit ihr war er von 1962 bis 1965 gemeinsam in Tel Aviv engagiert.

## Gesellschaftliches Engagement
Domingo ist für seine vielfältigen Wohltätigkeitsveranstaltungen und -aktionen bekannt. So gründete er nach dem großen Erdbeben in Mexiko-Stadt, bei dem er auch eigene Familienangehörige verlor, ein Kinderdorf für die Waisen des Erdbebens. Ein Jahr lang sagte er beinahe alle Verpflichtungen an den großen Opernbühnen ab und gab nur noch Benefizkonzerte, deren Erlös den Waisen und anderen Hilfsprojekten in Mexiko zugutekam. Immer wieder unterstützt er Hilfsprojekte in aller Welt, speziell solche, die sich benachteiligter Gruppen annehmen. Im November 2006 wurde er – gemeinsam mit den Wiener Philharmonikern – von dem Schweizer Hörgerätehersteller Phonak zum „Botschafter des Hörens“ ernannt. Er unterstützt die Hear the World Foundation zum Schutz des Gehörs und zur Hilfe für Hörgeschädigte. Im Juni 2011 gehörte Domingo gemeinsam mit den Weltfußballern Pelé und Johan Cruyff sowie dem früheren Außenminister der USA Henry Kissinger und dem ehemaligen Direktor des FBI Louis Freeh zu der von FIFA-Präsident Sepp Blatter initiierten Lösungskommission der FIFA zur Aufklärung von Korruptionsvorwürfen.

## Vorwürfe wegen sexueller Belästigung
Im August 2019 wurden Vorwürfe wegen sexueller Belästigung mehrerer Kolleginnen bekannt, die bis zu 30 Jahre zurückreichen. Obwohl keine Anzeige erstattet wurde, trat Domingo als Generaldirektor der Los Angeles Opera zurück. Zitat: Er tue dies mit schwerem Herzen, aber angesichts der jüngsten Anschuldigungen gegen ihn sei dieser Schritt im besten Interesse für das Opernhaus. Die von der Los Angeles Opera eingeleitete Untersuchung über die Vorfälle am Haus bestätigte die Vorwürfe nicht, kritisierte aber die unzureichende Kommunikation und fehlendes Bewusstsein über sexuelle Belästigung an der Oper.
Ende Februar 2020 entschuldigte sich Domingo bei allen Kolleginnen und Kollegen, die sich durch seine Äußerungen oder Handlungen unwohl oder in irgendeiner Weise verletzt gefühlt haben. Er erklärte dazu. „Ich habe mich nie aggressiv gegenüber jemandem verhalten, und ich habe nie etwas getan, um die Karriere von jemandem in irgendeiner Weise zu behindern oder zu schädigen. Im Gegenteil, ich habe einen Großteil meines halben Jahrhunderts in der Opernwelt damit verbracht, die Branche zu unterstützen und die Karriere unzähliger Sängerinnen und Sänger zu fördern.“

Placido Domingos Stern auf dem Hollywood Walk of Fame.

## Ehrungen und Auszeichnungen (Auswahl)
- 1991: Prinz-von-Asturien-Preis
- 1994: Ehrenring der Stadt Wien
- 2000: Kennedy Center Honoree
- 2002: Honorary Knighthood
- 2002: Commandeur de la Legion d’Honneur
- 2002: Presidential Medal of Freedom
- 2003: World Award in der Kategorie World Achievement Award
- Österreichisches Ehrenkreuz für Wissenschaft und Kunst I. Klasse
- Goldenes Ehrenzeichen für Verdienste um das Land Wien
- 2007: Große Silberne Ehrenzeichen der Republik Österreich
- 2006: Classical Brit Award für seine 2006 erschienene Studioaufnahme Tristan und Isolde und für sein Lebenswerk
- Ernennung zum Bayerischen Kammersänger (2005) und zum Österreichischen Kammersänger
- 2000: Mitglied der American Academy of Arts and Sciences[7]
- Ehrenmitglied der Wiener Staatsoper und Träger des Ehrenringes der Wiener Staatsoper (2012)
- Stern auf dem Hollywood Walk of Fame
- 2008: Verleihung des Bambi
- 2009: Birgit-Nilsson-Preis
- 2009: Echo Klassik für sein Lebenswerk
- 2010: Latin Grammy Award „Person of the Year“ für seine „professionellen und philanthropischen Verdienste“
- 2013: Praemium Imperiale
- 2020: Österreichischer Musiktheaterpreis für sein Lebenswerk[8]
- Ehrendoktorate des Royal Northern College of Music (1982), des Philadelphia College of Performing Arts (USA, 1982), der Oklahoma City University (USA, 1984), der Universität Complutense Madrid (1989), der University of New York (1990), der Georgetown University (1992), des Washington College of Chestertown (2000), der Universidad Anáhuac (2001), der Fryderyk-Chopin-Musikakademie, Warschau (2003), der Universität Oxford (2003) und der Universität Salamanca[9] (2015)

## Diskografie
Studioalben

| Jahr | Titel Musiklabel                                                     | Höchstplatzierung, Gesamtwochen, AuszeichnungChartplatzierungen (Jahr, Titel, Musiklabel, Platzierungen, Wochen, Auszeichnungen, Anmerkungen) | Höchstplatzierung, Gesamtwochen, AuszeichnungChartplatzierungen (Jahr, Titel, Musiklabel, Platzierungen, Wochen, Auszeichnungen, Anmerkungen) | Höchstplatzierung, Gesamtwochen, AuszeichnungChartplatzierungen (Jahr, Titel, Musiklabel, Platzierungen, Wochen, Auszeichnungen, Anmerkungen) | Höchstplatzierung, Gesamtwochen, AuszeichnungChartplatzierungen (Jahr, Titel, Musiklabel, Platzierungen, Wochen, Auszeichnungen, Anmerkungen) | Höchstplatzierung, Gesamtwochen, AuszeichnungChartplatzierungen (Jahr, Titel, Musiklabel, Platzierungen, Wochen, Auszeichnungen, Anmerkungen) | Höchstplatzierung, Gesamtwochen, AuszeichnungChartplatzierungen (Jahr, Titel, Musiklabel, Platzierungen, Wochen, Auszeichnungen, Anmerkungen) | Anmerkungen                              |
| Jahr | Titel Musiklabel                                                     | DE | AT | CH | UK | US | ES | Anmerkungen                              |
| ---- | -------------------------------------------------------------------- | --- | --- | --- | --- | --- | --- | ---------------------------------------- |
| 1981 | Tango                                                                | — | — | — | — | — | ES— GoldES | Erstveröffentlichung: 1981               |
| 1982 | Canciones Mexicanas CBS Records                                      | — | — | — | — | — | ES— GoldES | Erstveröffentlichung: Mai 1982           |
| 1983 | My Life for a Song CBS Records                                       | — | — | — | UK31 (8 Wo.)UK | — | — | Erstveröffentlichung: Mai 1983           |
| 1983 | Bravo Domingo                                                        | — | — | — | — | — | ES— PlatinES | Erstveröffentlichung: 1983               |
| 1984 | Bizet: Carmen                                                        | — | — | — | — | — | — | Erstveröffentlichung: 1984 Oper          |
| 1984 | Siempre En Mi Corazón                                                | — | — | — | — | — | ES— GoldES | Erstveröffentlichung: 1984               |
| 1986 | Christmas with Plácido Domingo                                       | — | — | — | — | — | — | Erstveröffentlichung: 1986               |
| 1989 | Goya: A Life in Song CBS Records                                     | — | — | — | UK36 (4 Wo.)UK | — | — | Erstveröffentlichung: März 1989          |
| 1989 | Die schönste Stimme Polystar                                         | DE6 Gold · (12 Wo.)DE | — | — | — | — | — | Erstveröffentlichung: Dezember 1989      |
| 1990 | Be My Love: An Album of Love EMI                                     | — | — | — | UK14 Gold · (12 Wo.)UK | US171 (6 Wo.)US | — | Erstveröffentlichung: November 1990      |
| 1990 | Sonadores de Espana                                                  | — | — | — | — | — | ES— PlatinES | Erstveröffentlichung: 1990               |
| 1991 | Por Fin Juntos                                                       | — | — | — | — | — | ES— PlatinES | Erstveröffentlichung: 1991               |
| 1991 | The Broadway I Love                                                  | — | — | — | UK45 Silber · (6 Wo.)UK | — | — | Erstveröffentlichung: November 1991      |
| 1994 | De mi alma latina – From My Latin Soul EMI                           | — | — | — | UK97 (1 Wo.)UK | — | — | Erstveröffentlichung: 13. September 1994 |
| 1997 | De mi alma latina, Volume 2 EMI                                      | — | — | — | — | — | — | Erstveröffentlichung: 27. Mai 1997       |
| 1998 | Por Amor auch bekannt als Las Canciones de Agustín Lara Warner Music | — | — | — | — | — | — | Erstveröffentlichung: 25. August 1998    |
| 1999 | 100 Anos de Mariachi EMI                                             | — | — | — | — | US— PlatinUS | ES— PlatinES | Erstveröffentlichung: 5. Oktober 1999    |
| 2002 | Sacred Songs Deutsche Grammophon                                     | — | — | — | — | — | — | Erstveröffentlichung: 2002               |
| 2006 | Italia, ti amo Deutsche Grammophon                                   | — | — | — | — | — | — | Erstveröffentlichung: 2006               |
| 2008 | Pasión española Deutsche Grammophon                                  | — | — | — | — | — | ES— GoldES | Erstveröffentlichung: 13. Mai 2008       |
| 2008 | Amore Infinito                                                       | DE99 (1 Wo.)DE | — | — | — | US117 (2 Wo.)US | ES39 (16 Wo.)ES | Erstveröffentlichung: November 2008      |
| 2012 | Songs                                                                | — | AT20 (8 Wo.)AT | — | UK78 (2 Wo.)UK | US136 (2 Wo.)US | ES37 (4 Wo.)ES | Erstveröffentlichung: Oktober 2012       |
| 2014 | Encanto del mar Sony Classical                                       | — | — | — | — | — | — | Erstveröffentlichung: 6. Oktober 2014    |
| 2015 | My Christmas Sony Classical                                          | — | — | — | — | — | — | Erstveröffentlichung: 30. Oktober 2015   |

grau schraffiert: keine Chartdaten aus diesem Jahr verfügbar

## Trivia
Eine Puppe aus der Sesamstraße namens Placido Flamingo (im englischen Original auch „Blaffido Flamingo“) wurde nach dem Opernsänger benannt und geriert sich entsprechend als großspuriger Opernstar. Domingo selbst trat als Gast in einem Duett mit der Puppe auf.
Im Hollywoodfilm Manolo und das Buch des Lebens aus dem Jahr 2014 spricht Domingo den Urgroßvater Manolo.